# Meyvān
Meyvān (persiska: میوان) är en ort i Iran.   Den ligger i provinsen Kermanshah, i den nordvästra delen av landet, 500 km väster om huvudstaden Teheran. Meyvān ligger 1 777 meter över havet och antalet invånare är 140.
Terrängen runt Meyvān är kuperad åt sydväst, men åt nordost är den bergig. Runt Meyvān är det ganska glesbefolkat, med 34 invånare per kvadratkilometer. Närmaste större samhälle är Pāveh, 9,4 km nordväst om Meyvān. Trakten runt Meyvān består i huvudsak av gräsmarker.